# Robert Donaldson
Robert Donaldson (Manchester, 8 april 2002) is een Brits wielrenner.

## Carrière
Als eerstejaars junior, in 2019, won Donaldson een etappe en drie klassementen in de Coupe du Président de la Ville de Grudziądz. Begin juli maakte hij deel uit van de selectie die de openingsploegentijdrit in de Sint-Martinusprijs won. Later die maand werd hij, achter Leo Hayter, tweede in de Trofee van Vlaanderen. In 2020 werd Donaldson onder meer negende in Kuurne-Brussel-Kuurne. Als eerstejaars belofe nam hij deel aan onder meer de Ronde van de Toekomst en, namens een Britse nationale selectie, de Ronde van Groot-Brittannië.
In 2023 maakte Donaldson de overstap naar Trinity Racing. Vroeg in het seizoen raakte hij betrokken bij een trainingsongeval, waarbij hij meerdere ruggenwervels brak. Eind april maakte hij in de Ronde van Bretagne zijn rentree in het peloton. Een maand later won hij een etappe in de Orlen Nations Grand Prix. In april 2024 werd hij, achter Tim Torn Teutenberg, tweede in Parijs-Roubaix voor beloften en vijftiende in Gent-Wevelgem/Kattekoers-Ieper. Later dat jaar werd hij zesde in het nationale kampioenschap, waarmee hij wel de beloftentitel opeiste.
In 2025 werd Donaldson prof bij Team Jayco AlUla. Zijn debuut in de World Tour volgde in februari, toen hij aan de start stond van de Ronde van de Verenigde Arabische Emiraten.

## Palmares

### Overwinningen
2019
2e etappe Coupe du Président de la Ville de Grudziądz
Eind-, punten- en jongerenklassement Coupe du Président de la Ville de Grudziądz
1e etappe Sint-Martinusprijs (ploegentijdrit)
2022
Jongerenklassement Ronde van Eure-et-Loir
2023
4e etappe Orlen Nations Grand Prix
2024
 Brits kampioen op de weg, Beloften

### Resultaten in voornaamste wedstrijden
| Jaar | Gent-Wevelgem | Ronde van Vlaanderen | Parijs-Roubaix |
| ---- | ------------- | -------------------- | -------------- |
| 2025 | opgave        | 75e                  | 103e           |

## Ploegen
- 2023 –  Trinity Racing
- 2024 –  Trinity Racing
- 2025 –  Team Jayco AlUla